# Klas Särner
Klas Johan Gustaf Särner (Habo, 25 dicembre 1891 – Stoccolma, 22 gennaio 1980) è stato un ginnasta svedese.

## Palmarès

### Olimpiadi
- 1 medaglia:
  - 1 oro (Anversa 1920 nel concorso svedese a squadre)